# Renault R29
El Renault R29 es el monoplaza que condujeron Fernando Alonso, Nelson Piquet Junior y Romain Grosjean en la temporada 2009 de Fórmula 1. Es un coche muy distinto al de la temporada pasada, el R28.
Tras las mejoras de rendimiento experimentadas por Renault en la recta final de la temporada 2008, el nuevo R29 supone un desarrollo en la filosofía del diseño del coche enfocada a sacar el máximo provecho de las nuevas regulaciones aerodinámicas, de los nuevos neumáticos lisos de Bridgestone y del nuevo sistema KERS.
Debido a los cambios radicales que se han introducido en la reglamentación, especialmente en la aerodinámica, el equipo ha puesto un gran énfasis en aprovechar al máximo el tiempo del R29 en el túnel de viento, donde se ha estado trabajando el desarrollo aerodinámico desde febrero de 2008.
En pretemporada consiguió buenos resultados a manos del bicampeón Fernando Alonso, y malos a manos de Nelsinho Piquet. Se decía que el R29 era material para el título, pero el coche no fue muy competitivo, solo puntuó Fernando Alonso, y consiguiendo leves unidades. Nelsinho Piquet consiguió un 10º puesto como mejor actuación. En el Gran Premio de Alemania de 2009, Fernando Alonso consiguió la vuelta rápida, y en el de Hungría (el último GP de Piquet) la pole, pero no acabó la carrera. Renault cambió a Piquet por Grosjean. El brasileño, confesó a la FIA que le mandaron impactar contra el muro en Singapur 2008, para así beneficiar a Alonso, el cual no sabía nada de la trama en el Gran Premio de Singapur de 2009. Renault predijo que el coche iría a más tras Nurburgring, pero la mala suerte reflejada en carrera hizo que no lograran mejores resultados. Fernando Alonso consiguió un podio y una vuelta rápida en Singapur y se lo dedicó a Briatore.
El Renault R29 no destacó más, también porque a media temporada el equipo se centró en el próximo año. Alonso se fue a Ferrari y Romain Grosjean tampoco siguió en Renault.

## Dimensiones y peso del coche
- Vía delantera: 1450 mm
- Vía trasera: 1400 mm
- Longitud total: 4800 mm
- Altura total: 950 mm
- Anchura total: 1800 mm
- Peso total: 605 kg, incluido piloto, cámaras y lastre.

## Resultados
(Clave) (negrita indica pole position) (cursiva indica vuelta rápida)

| Año  | Motor        | Neu. | N.º | Pilotos         | 1   | 2    | 3   | 4   | 5   | 6   | 7   | 8   | 9   | 10  | 11  | 12  | 13  | 14  | 15  | 16  | 17  | Puntos | Pos. |
| ---- | ------------ | ---- | --- | --------------- | --- | ---- | --- | --- | --- | --- | --- | --- | --- | --- | --- | --- | --- | --- | --- | --- | --- | ------ | ---- |
| 2009 | RS27-2009 V8 | B    |     |                 | AUS | MYS‡ | CHN | BHR | ESP | MON | TUR | GBR | GER | HUN | EUR | BEL | ITA | SIN | JPN | BRA | ABU | 26     | 8º   |
| 2009 | RS27-2009 V8 | B    | 7   | Fernando Alonso | 5   | 11   | 9   | 8   | 5   | 7   | 10  | 14  | 7   | Ret | 6   | Ret | 5   | 3   | 10  | Ret | 14  | 26     | 8º   |
| 2009 | RS27-2009 V8 | B    | 8   | Nelson Piquet   | Ret | 13   | 16  | 10  | 12  | Ret | 16  | 12  | 13  | 12  |     |     |     |     |     |     |     | 26     | 8º   |
| 2009 | RS27-2009 V8 | B    | 8   | Romain Grosjean |     |      |     |     |     |     |     |     |     |     | 15  | Ret | 15  | Ret | 16  | 13  | 18  | 26     | 8º   |

- ‡ Se repartieron la mitad de puntos, ya que no se completó el 75% de la carrera.